# ホーエンアール
ホーエンアール (ドイツ語: Hohenahr) は、ドイツ連邦共和国ヘッセン州ギーセン行政管区のラーン＝ディル郡に属す町村（以下、本項では便宜上「町」と記述する）である。

## 地理

### 位置
ホーエンアールは、グラーデンバッハ山地の海抜 260 m から 435 m に位置している。アールと地区とムーダースバッハ地区はアールタール湖に面している。

### 隣接する市町村
ホーエナールは、北はビショッフェン（ラーン＝ディル郡）、東はビーバータール（ギーセン郡）、南はヴェッツラー、南西はアスラー、西はミッテンアール（いずれもラーン＝ディル郡）と境を接している。

### 自治体の構成
この町は、ホーエンゾルムス、アルテンキルヒェン、エルダ（行政機関の所在地）、グロースアルテンシュテッテン、アールト、ムーダースバッハの6地区で構成されている。

## 歴史

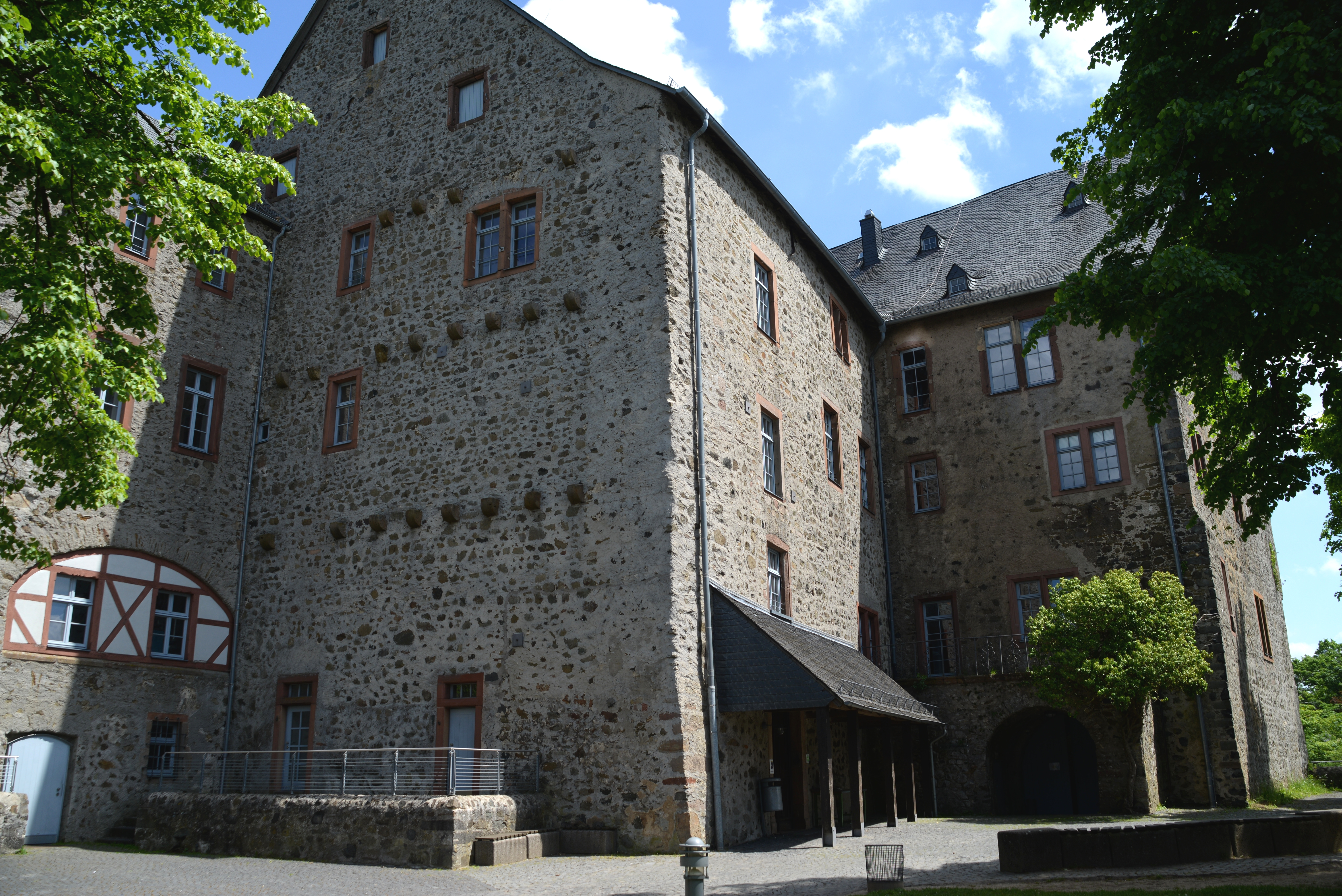
ホーエンゾルムス城

エルダ地区は、早くも771年に最初の記録がある。アルテンキルヒェンの古い教会はエルダよりも数年古いと考えられるが、その規模のために古い記録が遺されなかったものと推測されている。ゾルムス伯が14世紀にホーエンゾルムス城を建設した。
ホーエンアール町は、1972年4月1日にヘッセン州の地域再編に伴いエルダ、ホーエンゾルムス、アールトが自主的に合併して成立した。同年7月1日にやはり自主的にグロースアルテンシュテッテンがホーエンアールに合併した。アルテンキルヒェンとムーダースバッハは、1977年1月1日に州法に従って合併した。

## 行政

### 町議会
2016年3月6日の町議会選挙以後、ホーエンアールの町議会は19議席で構成されている

### 首長
首長は、ヘッセン州の地方自治体法によれば、首長の他ホーエンアールの場合には6人の名誉職によって構成される自治体指導部の長である。この町の町長は2004年から無所属のアルミン・フリンクが務めている。フリンクは2010年と2016年にも町長職を守っている。

### 紋章
この紋章は1988年1月7日にヘッセン州内務省の認可を得た。
図柄: 金地に6枚の葉と3つの赤い実をつけた青いオークの枝。短く反りを持った赤い三角図形の中に金色の獅子の頭部。
森の豊かなこの町は、かつてのゾルムス伯領に位置している（金あるいは黄色 / 青の配色）。6枚のオークの葉は町内の各地区を表している。

### 旗
旗は1988年3月23日にヘッセン内務省の認可を得た。
ホーエンアール町の旗は、長辺と平行に青地と黄色地に二分割。上部には町の紋章が描かれている。

## 経済と社会資本

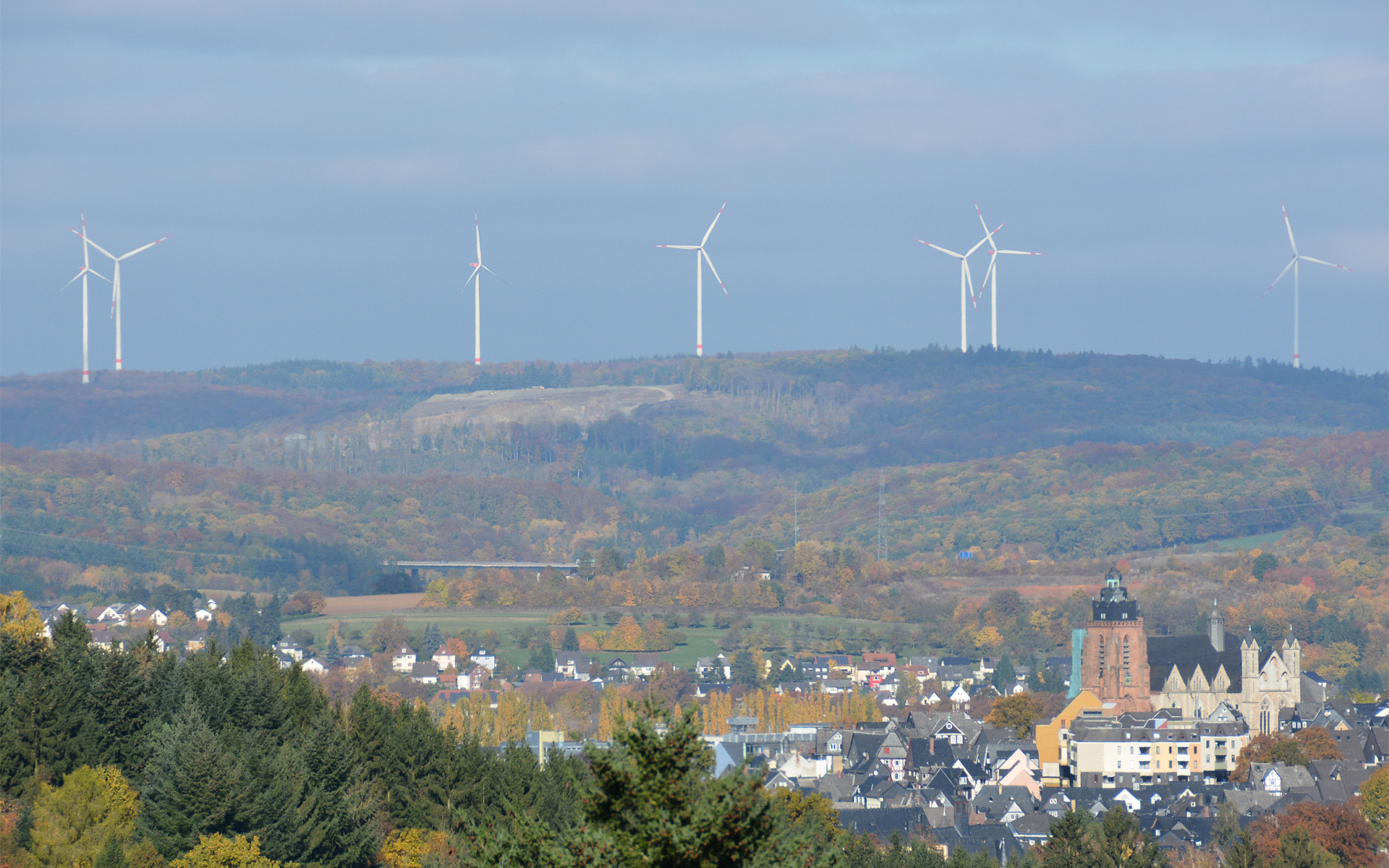
ウィンドパーク・ホーエンアール

### エネルギー
かつての NATO軍エルダ戦車基地に敷地に、2011年にソーラーパークが建設され、この年の12月から運用を開始した。このソーラーパークは、広さ 16.2 ヘクタールに 17,040 基のモジュールが設置されており、総出力は 3.91 MW である。さらに2012年から2013年にホーエンゾルムス近郊アルテンベルク付近にウィンドパークが設けられ、高さ 198.5 m の Typs Nordex N117/2400 風力発電機7機が設置された。これにより、年間約 4400万 kWh の発電が行われる。これは約12,500戸分の電力に相当する。

### 教育
エルダ地区には基礎課程学校兼養護学校のデュンスベルクシューレがある。この学校では、第1学年から第6学年までが学んでいる。